# Paul Jacobs (Pastor)

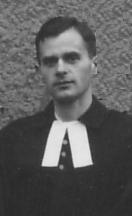
Paul Jacobs, 1945

Paul Jacobs (* 24. Oktober 1908 in Elberfeld; † 27. August 1968 in Münster) war ein deutscher Pastor und Professor für Dogmatik, Ethik und Calvinforschung.

## Leben
Paul Jacobs, der Sohn eines Kaufmanns, wuchs in Elberfeld auf, wurde dort in der reformierten Gemeinde getauft und begann mit dem Studium an der Theologischen Schule in Elberfeld unter Otto Weber.
Von Elberfeld aus war Jacobs zu Beginn des Kirchenkampfes mit Karl Barth solidarisch. Obwohl einzelnen Studenten von der Geheimen Staatspolizei mit Konzentrationslager gedroht wurde, hatten sich 201 Studenten mit ihrem Lehrer Karl Barth solidarisch erklärt und eine Protesterklärung unterschrieben, als gegen Barth am 7. Dezember 1934 wegen der Weigerung, einen Eid auf Adolf Hitler abzulegen, Anklage erhoben wurde. Paul Jacobs unterschrieb zusammen mit anderen Kommilitonen einen Brief an Barth, mit dem schon vor der Veröffentlichung des Artikels „Zur Forderung des Eides“ in der Reformierten Kirchenzeitung vom 16. Dezember 1934 ein Bürstenabzug mit Stellungnahme an Barth gesandt wurde.
Jacobs setzte sein Studium in Tübingen (bei Adolf Schlatter und Karl Heim), in Zürich (Emil Brunner) und Amsterdam fort. Er promovierte bei Brunner mit der Arbeit Prädestination und Verantwortlichkeit bei Calvin zum Doktor der Theologie.
Von 1936 bis 1951 war er Pfarrer in Wüsten. Daneben war er 1940/1945 auch Lazarettpfarrer in Bad Salzuflen.
Ebenso wie sein Vorgänger in Wüsten, Pastor Wilhelm Böke, stand er dem nationalsozialistischen Staat ablehnend gegenüber. Aber während Böke, der der Bekennenden Kirche angehörte, verhaftet und verurteilt wurde, agierte Jacobs vorsichtiger. Seine Predigten waren nicht eindeutig gegen die NS-Ideologie ausgerichtet und boten dem Staat daher keine Handhabe, gegen ihn vorzugehen.
Am 25. März 1944 nahm er an der Beisetzung von vier australischen Besatzungsmitgliedern aus einem abgestürzten englischen Bombenflugzeug auf dem Wüstener Friedhof teil und sprach am Grab ein Vaterunser. Eine solche Einsegnung von Angehörigen feindlicher Luftstreitkräfte war damals unerwünscht und riskant, hatte aber für Pastor Jacobs keine nachteiligen Folgen.
1948 wurde er Professor für Reformierte Theologie an der Universität Münster.

## Leistungen
In verschiedenen Schriften beschäftigte sich Jacobs mit der Frage, wie die Werke Johannes Calvins heute ausgelegt werden sollten und welche neuen Erkenntnisse der Philosophie, Psychologie und der Naturwissenschaften eine Änderung der christlichen Lehre erforderlich machen.
In dem Werk Theologie reformierter Bekenntnisschriften in Grundzügen schreibt Jacobs, dass die lutherischen Bekenntnisschriften (mit Ausnahme der Konkordienformel) schon 1555 vorhanden waren, die meisten reformierten, von denen es etwa 60 gibt, jedoch erst nach 1555 entstanden sind. Auf S. 135 seines Werkes schreibt er „Die Theologie reformierter Bekenntnisschriften in Grundzügen darzustellen, ist ein erstmaliges Unternehmen in der 400jährigen Geschichte der reformierten Kirche.“ Er begründet, weshalb eine solche Theologie notwendig ist, um zwischen reformierten und lutherischen Kirchen zu einer Gemeinschaft zu kommen, und bereitet damit den Weg für die 1973 abgeschlossene Leuenberger Konkordie.
Neben seiner Professorentätigkeit in Münster übernahm er weitere Aufgaben: Mitglied in der Synode der evangelisch-reformierten Kirche in Nordwestdeutschland, Tätigkeit im Moderamen des Reformierten Bundes, Mitglied im Exekutivkomitee des Reformierten Weltbundes, Mitarbeit im theologischen Ausschuss der westfälischen Landeskirche. Die Leitung der Lippischen Landeskirche ernannte Jacobs 1950 zum ehrenamtlichen Mitarbeiter im Detmolder Landeskirchenamt und verlieh ihm den Titel Kirchenrat.
1966 reiste er nach Südafrika und berichtete über seine Schlussfolgerungen, auch Albert Schweitzer befragte ihn in dieser Sache.
In den letzten Jahren seines Lebens stellte er sich für das Amt des Vorsitzenden des Studentenwerks an der Universität Münster zur Verfügung.
Von 1959 bis 1968 war er Mitglied des Beirats der Friedrich-Naumann-Stiftung.
Jacobs war der Meinung, dass die Zeit reif für eine Bereinigung der theologischen Differenzen zwischen den Kirchen sei. Das sagte er auch bei der Besprechung des Buches Die Kirche von Hans Küng: „Wenn schon an dem Buch über die Rechtfertigung Küngs die Frage gestellt wurde, wie weit diese von evangelischer Seite so begrüßte Darlegung als katholisch anerkannt wurde, so wird dies erst recht von diesem Buch über die Kirche gelten. Diese Ekklesiologie ist ein nahezu rein evangelisches Buch.“
Er setzt sich mit der Bekenntnisbewegung Kein anderes Evangelium auseinander. Diese Bewegung wende sich an eine theologische Wissenschaft, die sich als historisch-kritische Forschung verstehe. Es sei zu unreifen Folgerungen gekommen, wobei alles als relativ erklärt werde. Das bedeute für einen Teil junger Theologiestudenten eine Abkehr vom theologischen Studium, für einen anderen Teil eine gewisse Heuchelei an der Kanzel, für einen dritten die Verpflichtung, in der Predigt mit vermeintlicher Ehrlichkeit über die Relativität des Evangeliums zu sprechen, für einen vierten eine nur existentiale Interpretation des Evangeliums, eine Verkürzung auf das Verhalten der Menschen untereinander aus der Liebe. Jacobs sagt, was die Spannung zwischen der Bewegung „Kein anderes Evangelium“ und der historisch-kritischen Forschung anbelange: diese Spannung sei zu bejahen und durchzuhalten.

## Schriften
- Prädestination und Verantwortlichkeit bei Calvin. Buchh. des Erziehungsvereins, Neukirchen 1937 (Nachdruck Wissenschaftliche Buchgesellschaft, Darmstadt 1982).
- (Hrsg.): Reformierte Bekenntnisschriften und Kirchenordnungen in deutscher Übersetzung. Buchh. des Erziehungsvereins, Neukirchen [1949].
- Wille und Wandlung. Die Grundlinien der Theologie Johann Heinrich August Ebrards (= Studien zur Dogmengeschichte und systematischen Theologie; Bd. 7). Zwingli-Verlag, Zürich 1955.
- Die Reformierte Kirche. In: Helmut Lamparter (Hrsg.): Und ihr Netz zerriß. Quell-Verlag der Evang. Gesellschaft, Stuttgart 1957, S. 281–315.
- Die Gegenwart Christi im Abendmahl nach reformiertem Verständnis und das römisch-katholische Gegenbild. In: Fritz Viering (Hrsg.): Gegenwart Christi. Beitrag zum Abendmahlsgespräch in der Evang. Kirche in Deutschland. Vandenhoeck & Ruprecht, Göttingen 1959, S. 23–33.
- Grundlinien christlicher Ethik. Luther-Verlag, Witten 1959.
- Theologie reformierter Bekenntnisschriften in Grundzügen. Neukirchener Verlag, Neukirchen 1959.
- Kirche, Konfession, Ökumene. In: Walter Herrenbrück (Hrsg.:) Festschrift für Professor D. Dr. Wilhelm Niesel, Moderator des Reformierten Bundes, zum 70. Geburtstag. Neukirchener Verlag des Erziehungsvereins, Neukirchen-Vluyn 1973, ISBN 3-7887-0355-5.
- Die reformierten Kirchen Deutschlands. Geschichte und Gegenwart. In: Karl Halaski (Hrsg.): Die reformierten Kirchen. Evangelisches Verlagswerk, Stuttgart 1977, ISBN 3-7715-0164-4, S. 118–143.